# ماسیمو مائورو
ماسیمو مائورو (انگلیسی: Massimo Mauro؛ زادهٔ ۲۴ مهٔ ۱۹۶۲) بازیکن فوتبال اهل ایتالیا است.
از باشگاه‌هایی که در آن بازی کرده‌است می‌توان به باشگاه فوتبال یوونتوس، باشگاه فوتبال ناپولی، و باشگاه فوتبال اودینزه اشاره کرد.